# クーマ目
クーマ目（くーまもく）、学名 Cumacea は、甲殻類の一分類群である。クマ目とも呼ばれる。フクロエビ上目に分類されている点では、等脚類（ダンゴムシ、フナムシ）・端脚類（ヨコエビ、ワレカラ）・アミ類等に近い分類群である。

## 特徴
"Cuma"（クーマ）はギリシア語で「波」「胎児」の意である。これは甲殻類の分類を行っていたアンリ・ミルン＝エドゥアールが1840年にこの甲殻類を調べ、十脚目の幼生形とみて Cuma audowini と命名したためとされる。その後この分類群が抱卵することが判明し、十脚目とは独立した分類群として認識されるようになった。英語での総称は"Hooded shrimp"、「フードをかぶったエビ」の意だが、エビを含む十脚目はホンエビ上目であり、やや遠縁である。
丸みを帯びた頭胸部と細長い腹部をもつ。複眼は無柄で小さく、頭胸部の前に二つ近接してついている。成体のオスは触角、胸部付属肢外肢、複眼が発達する。一方、メスは左右の脚の間に卵を抱える育児嚢がある。体長はほとんどが数mm程度だが、北大西洋産のDiastylis goodsiri (Bell, 1855) は体長35mmに達する。日本最大種は体長18mmに達する Heterocuma sarsi Miers, 1879 で、これは西日本沿岸からインド太平洋暖海域に広く分布する。
全世界の海に分布する海生甲殻類だが、カスピ海にも生息する。波打ち際から水深7,000m以上の深海まで種類によって棲み分ける。昼は海底に潜みながらデトリタス等を摂食し、夜に腹部を使って水中を遊泳する。メスは交尾後に産卵し、受精卵はメスの育児嚢に抱えられ保護される。子はノープリウス幼生期を育児嚢内で過ごし、マンカ幼生 Manca という形態から親を離れて単独生活に移る。成熟までの期間は種類によって異なり、1年-数年ほどと考えられている。
人間にとって直接の利用価値はないが、他の甲殻類、頭足類、魚類等の餌となり、食物連鎖の上では重要な位置にある。

## 下位分類
8-11科・1300種以上が報告されている。日本産クーマ類は蒲生重男によって多くの新種が記載されている。
- ナギサクーマ科 Bodotriidae Scott, 1901 - 382種
- Ceratocumatidae Calman, 1905 - 11種
- クーマ科 Diastylidae Bate, 1856 - 281種
- Gynodiastylidae Stebbing, 1912 - 103種
- ランプロプス科 Lampropidae Sars, 1878 - 90種
- シロクーマ科 Leuconidae Sars, 1878 - 121種
- ナンナスタクス科 Nannastacidae Bate, 1866 - 350種
- †Ophthalmdiastylidae Malzahn, 1972 - 化石種5種
- Pseudocumatidae Sars, 1878 - 29種